# Rhabdomastix subcaudata
Rhabdomastix subcaudata is een tweevleugelige uit de familie Limoniidae. De soort komt voor in het Nearctisch gebied.